# Laboratorio Volta
El Laboratorio Volta, también conocido como el Laboratorio de Alexander Graham Bell o el Laboratorio de Bell es un edificio que se trata de un punto de interés histórico localizado en el área noroccidental de Washington D. C..
Fue fundado en 1887 por Alexander Graham Bell «para el aumento y difusión del conocimiento relativo a los sordos». Fusionado en 1908 con la Asociación Estadounidense para la Promoción y Enseñanza del Habla a los Sordos («American Association for the Promotion and Teaching of Speech to the Deaf»), hoy opera como la Asociación Alexander Graham Bell para los Sordos e Hipoacúsicos («Alexander Graham Bell Association for the Deaf and Hard of Hearing»).
Fue declarado como un hito histórico nacional (Estados Unidos) («National Historic Landmark») en 1972.
Es un «edificio neoclásico de ladrillos amarillos y arenisca» construido en 1893.
Está ubicado en 3417 Volta Place NW, o, alternativamente, 1537 35th St. NW, en Washington D. C.